# Premier League de Belice 2012-13
La Liga Premier de Belice 2012 fue la segunda temporada de la liga de fútbol competitiva más alta en Belice, luego de su fundación en 2011 tras la fusión de la Super Liga de Belice y la Liga Premier de Fútbol de Belice.
Para esta temporada se jugaron dos torneos, uno jugado en los últimos seis meses del 2012 y otro jugado en los primeros seis meses del 2013.

## Sistema de competencia
Todos los 12 equipos participantes de la temporada pasada a excepción de uno continuaron participando en esta temporada. La excepción fue World FC, el cual fue reemplazado por RG City Boys United, proveniente de la Ciudad de Belice.
La liga se dividió en dos zonas: la Zona A y la Zona B. Cada equipo jugó dos veces contra sus 5 rivales de zona, además de otros 4 partidos contra rivales de la zona contraria, para terminar jugando un total de 14 partidos durante cada fase de clasificación. Finalmente los 2 equipos con mejor posición en cada zona avanzan a la fase final.

### Zona A
| Equipo               | Ciudad           | Distrito    | Estadio                        |
| -------------------- | ---------------- | ----------- | ------------------------------ |
| Belize Defence Force | San Ignacio      | Cayo        | Estadio Norman Broaster        |
| Belmopan Bandits     | Belmopán         | Cayo        | Estadio Isidoro Beaton         |
| FC Belize            | Ciudad de Belice | Belice      | MCC Grounds                    |
| Juventus             | Orange Walk Town | Orange Walk | People's Stadium               |
| San Felipe Barcelona | San Felipe       | Orange Walk | San Felipe Football Field      |
| San Pedro Seadogs    | San Pedro        | Belice      | Estadio Municipal de San Pedro |

### Zona B
| Equipo              | Ciudad                  | Distrito    | Estadio                  |
| ------------------- | ----------------------- | ----------- | ------------------------ |
| Freedom Fighters    | Punta Gorda             | Toledo      | Toledo Union Field       |
| Placencia Assassins | Independence            | Stann Creek | Placencia Football Field |
| Police United       | Ciudad de Belice        | Belice      | MCC Grounds              |
| RG City Boys United | Ciudad de Belice        | Belice      | MCC Grounds              |
| San Ignacio United  | Ciudad de Belice        | Belice      | Estadio Norman Broaster  |
| Hankook Verdes      | Benque Viejo del Carmen | Cayo        | Estadio Marshalleck      |

## Torneo Apertura

### Fase de clasificación

#### Zona A
|  | Pos. | Equipos              | PJ | PG | PE | PP | GF | GC | Dif. | PTS | Clasificación |
|  | ---- | -------------------- | -- | -- | -- | -- | -- | -- | ---- | --- | ------------- |
|  | 1º   | Belmopan Bandits     | 14 | 9  | 4  | 1  | 26 | 4  | +22  | 31  | Semifinales   |
|  | 2º   | Belize Defence Force | 14 | 8  | 4  | 2  | 25 | 10 | +15  | 28  | Semifinales   |
|  | 3º   | FC Belize            | 14 | 8  | 4  | 2  | 22 | 7  | +15  | 28  |               |
|  | 4°   | San Pedro Seadogs    | 14 | 4  | 1  | 9  | 14 | 27 | -13  | 13  |               |
|  | 5º   | Juventus             | 14 | 3  | 0  | 11 | 7  | 35 | -28  | 9   |               |
|  | 6°   | San Felipe Barcelona | 14 | 2  | 2  | 10 | 16 | 34 | -18  | 8   |               |
|  |      |                      |    |    |    |    |    |    |      |     |               |

#### Zona B
|  | Pos. | Equipos             | PJ | PG | PE | PP | GF | GC | Dif. | PTS | Clasificación |
|  | ---- | ------------------- | -- | -- | -- | -- | -- | -- | ---- | --- | ------------- |
|  | 1º   | Police United       | 14 | 10 | 0  | 4  | 30 | 19 | +11  | 30  | Semifinales   |
|  | 2º   | Placencia Assassins | 14 | 9  | 2  | 3  | 27 | 10 | +17  | 29  | Semifinales   |
|  | 3º   | Hankook Verdes      | 14 | 9  | 2  | 3  | 26 | 16 | +10  | 29  |               |
|  | 4°   | RG City Boys United | 14 | 4  | 3  | 7  | 15 | 24 | -9   | 15  |               |
|  | 5º   | Freedom Fighters    | 14 | 4  | 1  | 9  | 21 | 30 | -9   | 13  |               |
|  | 6°   | San Ignacio United  | 14 | 0  | 5  | 9  | 7  | 20 | -13  | 5   |               |
|  |      |                     |    |    |    |    |    |    |      |     |               |

### Fase final

#### Semifinales
| Fechas                      | Local en la ida      | Global | Local en la vuelta | Ida   | Vuelta |
| --------------------------- | -------------------- | ------ | ------------------ | ----- | ------ |
| 8 y 15 de diciembre de 2012 | Placencia Assassins  | 0 - 1  | Belmopan Bandits   | 0 - 1 | 0 - 0  |
| 9 y 16 de diciembre de 2012 | Belize Defence Force | 1 - 2  | Police United      | 1 - 2 | 0 - 0  |

#### Final
| Fechas                      | Local en la ida | Global | Local en la vuelta | Ida   | Vuelta |
| --------------------------- | --------------- | ------ | ------------------ | ----- | ------ |
| 8 y 15 de diciembre de 2012 | Police United   | 0 - 1  | Belmopan Bandits   | 0 - 1 | 0 - 0  |

| Campeón - Apertura 2012    |
| Belmopan Bandits 1° título |

## Torneo Clausura
Únicamente 8 de los 12 equipos que participaron en el Torneo Apertura continuaron jugando en el Torneo Clausura, siendo Juventus, Freedom Fighters, RG City Boys United, y San Pedro Seadogs los equipos ausentes.
Debido a este suceso, en lugar de dividir la liga en 2 grupos como se hizo en el torneo inicial, la liga consistió en una ronda de todos contra todos entre los 8 equipos restantes. El torneo comenzó el 9 de febrero de 2013.

### Fase de clasificación
|  | Pos. | Equipos              | PJ | PG | PE | PP | GF | GC | Dif. | PTS | Clasificación |
|  | ---- | -------------------- | -- | -- | -- | -- | -- | -- | ---- | --- | ------------- |
|  | 1º   | Belmopan Bandits     | 14 | 10 | 2  | 2  | 31 | 11 | +20  | 32  | Semifinales   |
|  | 2º   | Belize Defence Force | 14 | 9  | 2  | 3  | 27 | 13 | +13  | 29  | Semifinales   |
|  | 3º   | Police United        | 14 | 6  | 2  | 6  | 24 | 20 | +4   | 20  | Semifinales   |
|  | 4º   | FC Belize            | 14 | 6  | 2  | 6  | 14 | 13 | +1   | 20  | Semifinales   |
|  | 5º   | Placencia Assassins  | 14 | 5  | 2  | 7  | 18 | 22 | -4   | 17  |               |
|  | 6°   | Verdes               | 14 | 5  | 1  | 8  | 15 | 21 | -6   | 16  |               |
|  | 7º   | San Ignacio United   | 14 | 3  | 4  | 7  | 15 | 28 | -13  | 13  |               |
|  | 8°   | San Felipe Barcelona | 14 | 3  | 3  | 8  | 14 | 30 | -16  | 12  |               |
|  |      |                      |    |    |    |    |    |    |      |     |               |

### Fase final

#### Semifinales
| Fechas                  | Local en la ida | Global | Local en la vuelta   | Ida   | Vuelta |
| ----------------------- | --------------- | ------ | -------------------- | ----- | ------ |
| 4 y 12 de mayo de 2013  | Police United   | 5 - 2  | Belize Defence Force | 3 - 1 | 2 - 1  |
| 5 de 13 de mayo de 2013 | FC Belize       | 1 - 0  | Belmopan Bandits     | 1 - 0 | 0 - 0  |

#### Final
| Fechas                  | Local en la ida | Global | Local en la vuelta | Ida   | Vuelta |
| ----------------------- | --------------- | ------ | ------------------ | ----- | ------ |
| 19 y 23 de mayo de 2013 | FC Belize       | 1 - 2  | Police United      | 0 - 1 | 1 - 1  |

| Campeón - Clausura 2013 |
| Police United 1° título |

- Datos: Q3534427